# Омура-хан

Мон роду Омура

Омура-хан (яп. 大村藩, おおむらはん) — хан в Японії, у провінції Хідзен, регіоні Кюсю.

## Короткі відомості
- Адміністративний центр: замок Кусіма, містечко Кусіма повіту Соноґі[1] (сучасне місто Омура префектури Наґасакі).

- Дохід: 27 900 коку.

- Управлявся родом Омура, що належав до тодзама і мав статус володаря замку (城主). Голови роду мали право бути присутніми у вербовій залі сьоґуна.

- Ліквідований в 1871.

## Правителі
| №  | Ім'я           | Ім'я     | Роки        | Ранг, титул       | Примітки                     |
| -- | -------------- | -------- | ----------- | ----------------- | ---------------------------- |
| 1  | Омура Йосісакі | 大村喜前 | 1587 — 1616 | 従五位下 丹後守   | Син Омури Сумітади           |
| 2  | Омура Сумійорі | 大村純頼 | 1616 — 1619 | 従五位下 民部大輔 | Другий син Омури Йосісакі    |
| 3  | Омура Сумінобу | 大村純信 | 1620 — 1650 | 従五位下 丹後守   | Старший син Омури Сумійорі   |
| 4  | Омура Сумінаґа | 大村純長 | 1651 — 1706 | 従五位下 因幡守   | Четвертий син Ітамі Кацунаґи |
| 5  | Омура Сумімаса | 大村純尹 | 1706 — 1712 | 従五位下 筑後守   | Другий син Омури Сумінаґи    |
| 6  | Омура Суміцуне | 大村純庸 | 1712 — 1727 | 従五位下 伊勢守   | Другий син Омури Сумінаґи    |
| 7  | Омура Суміхіса | 大村純富 | 1727 — 1748 | 従五位下 河内守   | Другий син Омури Суміцуне    |
| 8  | Омура Суміморі | 大村純保 | 1748 — 1760 | 従五位下 弾正少弼 | Старший син Омури Суміхіси   |
| 9  | Омура Суміясу  | 大村純鎮 | 1761 — 1803 | 従五位下 信濃守   | Другий син Омури Суміморі    |
| 10 | Омура Сумімаса | 大村純昌 | 1803 — 1836 | 従五位下 丹後守   | Старший син Омури Суміясу    |
| 11 | Омура Суміакі  | 大村純顕 | 1836 — 1847 | 従五位下 丹後守   | Четвертий син Омури Сумімаси |
| 12 | Омура Суміхіро | 大村純熈 | 1847 — 1871 | 従五位下 丹後守   | Восьмий син Омури Сумімаси   |